# Ла-Мотт-Сен-Мартен
Ла-Мотт-Сен-Мартен (фр. La Motte-Saint-Martin) — коммуна во Франции, находится в регионе Рона — Альпы. Департамент коммуны — Изер. Входит в состав кантона Матезин-Триев. Округ коммуны — Гренобль.
Код INSEE коммуны — 38266. Население коммуны на 1999 год составляло 339 человек. Населённый пункт находится на высоте от 486  до 1 712  метров над уровнем моря. Муниципалитет расположен на расстоянии около 510 км юго-восточнее Парижа, 115 км юго-восточнее Лиона, 27 км южнее Гренобля. Мэр коммуны — Gérard ROBERT, мандат действует на протяжении 2008—2014 гг.
Динамика населения (INSEE):